# Belloc (Pyrénées-Orientales)
Pour les articles homonymes, voir Belloc (homonymie) et Belloch.
Belloc ou Belloch est une ancienne commune et un hameau situé à Villefranche-de-Conflent, dans le département français des Pyrénées-Orientales.

## Géographie

### Localisation
Belloc se situe au nord de Villefranche-de-Conflent et au sud de Conat.

## Toponymie
Belloc (ou Belloch ou Bell-Lloc en catalan) signifie « Beau Lieu »,.

## Histoire
À la révolution française, le hameau de Belloc est rattaché à la commune de Villefranche-de-Conflent.

## Démographie
La population est exprimée en nombre de feux (f).
| 1358 | 1365 | 1378 | 1515 | 1709 |
| ---- | ---- | ---- | ---- | ---- |
| 8 f  | 8 f  | 7 f  | 3 f  | 20 f |

Note : la paroisse de Belloc semble avoir été supprimée durant le XVIIIe siècle et ses habitants dès lors recensés avec ceux de Villefranche-de-Conflent, tel que signalé en 1789.

## Culture locale et patrimoine

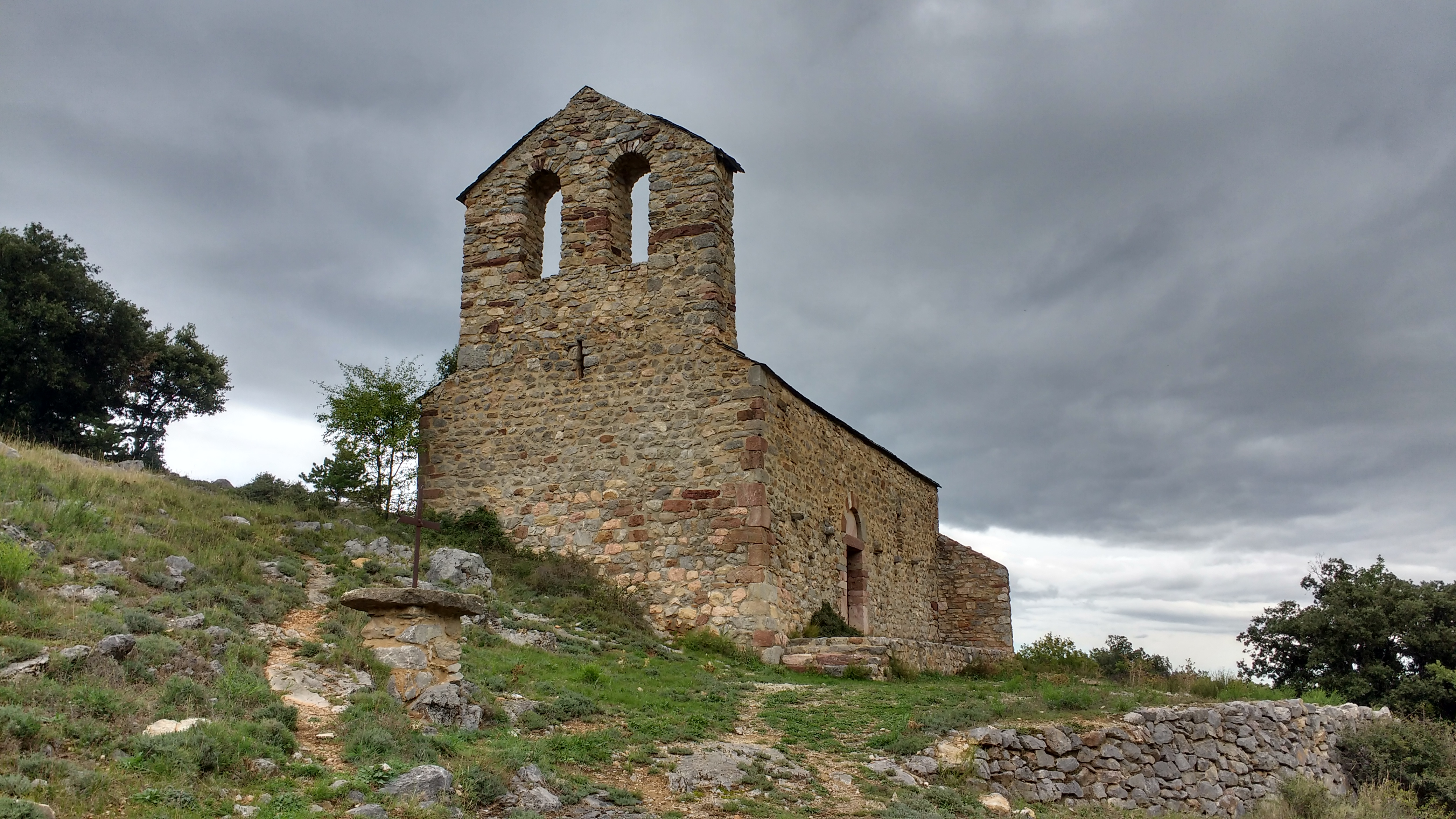
Saint-André de Belloc.

- Église Saint-André de Belloc